# (5356) Neagari
(5356) Neagari es un asteroide perteneciente al cinturón de asteroides, descubierto el 21 de marzo de 1991 por Kin Endate y el también astrónomo Kazuro Watanabe desde el Observatorio de Kitami, Hokkaidō, Japón.

## Designación y nombre
Designado provisionalmente como 1991 FF1. Fue nombrado Neagari en homenaje a antigua ciudad de Neagari ubicada en distrito de Nomi, prefectura de Ishikawa, Japón. Según una antigua documentación, su nombre proviene de un pino que había en una cadena montañosa del distrito.

## Características orbitales
Neagari está situado a una distancia media del Sol de 2,607 ua, pudiendo alejarse hasta 3,016 ua y acercarse hasta 2,197 ua. Su excentricidad es 0,156 y la inclinación orbital 14,31 grados. Emplea 1537,51 días en completar una órbita alrededor del Sol.

## Características físicas
La magnitud absoluta de Neagari es 12,5. Tiene 9,915 km de diámetro y su albedo se estima en 0,232. 